# Club Sportivo Jorge Chávez
Maillots
Le Club Sportivo Jorge Chávez, appelé également Club Jorge Chávez N° 2, est un ancien club péruvien de football fondé en 1913 et disparu en 1969. Il était basé dans le port de Callao. 

## Histoire
Fondé le 7 juillet 1913 à Callao en hommage à l'aviateur Jorge Chávez Dartnell (mort trois ans auparavant), le club était connu sous le nom de Jorge Chávez N° 2 pour le différencier de son homonyme, le Club Deportivo Jorge Chávez (ou encore Jorge Chávez N° 1), basé à Lima. Il dispute les premiers championnats amateurs du Pérou entre 1915 et 1926 avec de bons résultats à la clé puisqu'il est deux fois vice-champion en 1918 et 1921,.
Il prend part au deux premiers championnats officiels créés par la Fédération péruvienne en 1928 et 1929 avant sa relégation.
Vainqueur du championnat de 2e division à deux reprises en 1947 et 1949, le CS Jorge Chávez retrouve l'élite en 1948 et 1950 respectivement, mais est à chaque fois relégué en fin de saison. Il se maintient en D2 jusqu'en 1955 lorsqu’il descend à l'échelon inférieur. Il joue dans la Ligue de Callao jusqu'à sa disparition définitive en 1969.

## Résultats sportifs

### Palmarès
| Compétitions nationales                                                                                             | Compétitions régionales                                    |
| - Championnat du Pérou : - Vice-champion : 1918 et 1921. - Championnat du Pérou D2 (2) : - Champion : 1947 et 1949. | - Liga Regional de Lima y Callao (1) : - Vainqueur : 1943. |

### Bilan et records
- Saisons au sein du championnat du Pérou : 12 (1915-1921 / 1926 / 1928-1929 / 1948 / 1950).
- Saisons au sein du championnat du Pérou D2 : 10 (1944-1947 / 1949 / 1951-1955).

## Personnalités historiques du club

### Joueurs

#### Grands noms
Telmo Carbajo, grande figure du football péruvien des années 1910 et 1920, joua pour le Jorge Chávez N° 2 entre 1914 et 1916. Teodoro Alcalde, attaquant international péruvien des années 1930, y joua en 1948.